# Andres Larka
Andres Larka (ur. 5 marca 1879 w Pilistvere, zm. 8 stycznia 1943 w obwodzie kirowskim) – estoński polityk, dowódca wojskowy w czasie wojny o niepodległość Estonii.

## Życiorys
W 1902 r. ukończył studia na Akademii Wojskowej w Wilnie. Był uczestnikiem wojny rosyjsko-japońskiej, a następnie brał udział w I wojnie światowej walcząc na froncie wschodnim przeciwko Rzeszy Niemieckiej, w tym na terenie Prus Wschodnich, Polski i Rumunii.
Następnie pierwszy minister wojny Republiki Estońskiej, jednocześnie został mianowany na stopień generała dywizji. Był współorganizatorem i jednym z dowódców walk niepodległościowych pełniąc jednocześnie funkcję szefa sztabu. W latach 1919–1925, był doradcą ministra wojny. W 1925 r., przeszedł na emeryturę z przyczyn zdrowotnych.  
W 1934 r., jako lider Eesti Vabadussõjalaste Liit („wabsów”), był ich kandydatem na urząd Prezydenta Estonii i uznawany był za faworyta do tego urzędu. 12 marca 1934 r., na ponad miesiąc przed wyborami, premier przejściowego rządu Konstantin Päts i generał Johan Laidoner dokonali wojskowego zamachu stanu i uniemożliwili wybór Larki oraz wprowadzili stan wyjątkowy w kraju. W wyniku tych działań Larka był dwukrotnie więziony w latach 1934–1935 i 1935/1937. W 1940 r., po zajęciu Estonii przez ZSRR został aresztowany przez Sowietów i zmarł w więzieniu w obwodzie kirwoskim w 1943 r. 